# Méthionine adénosyltransférase
La méthionine adénosyltransférase (MAT), ou S-adénosylméthionine synthétase, est une transférase qui catalyse la réaction :
ATP + L-méthionine + H2O  {\displaystyle \rightleftharpoons }  phosphate + pyrophosphate + S-adénosyl-L-méthionine.
Cette enzyme, anciennement classée EC 2.4.2.13, réalise la biosynthèse de la S-adénosylméthionine à partir d'ATP et de méthionine, un acide aminé soufré apolaire. Cette activité enzymatique est portée par une grande variété de protéines : la plupart des méthionine adénosyltransférases sont des homo-oligomères et le plus grand nombre sont des tétramères. Les monomères sont constitués de trois domaines formés par des séquences peptidiques non consécutives et les sous-unités interagissent à travers de grandes surfaces plates hydrophobes pour former les dimères.